# Liste des puits situés à Roche-la-Molière
Cet article liste les puits de mines et les fendues du bassin houiller de la Loire situés sur le territoire de Roche-la-Molière.

## Liste des puits
| Nom du puits ou de la fendue  | No  | Compagnie                            | Commune          | Géolocalisation             |
| ----------------------------- | --- | ------------------------------------ | ---------------- | --------------------------- |
| Fendue Albert                 |     |                                      | Roche-la-Molière | 45° 26′ 41″ N, 4° 19′ 13″ E |
| Puits Alus                    | 255 | Mines de Roche-la-Molière et Firminy | Roche-la-Molière |                             |
| Fendue des Appends no 1       |     |                                      | Roche-la-Molière | 45° 26′ 58″ N, 4° 18′ 32″ E |
| Fendue des Appends no 2       |     |                                      | Roche-la-Molière | 45° 26′ 57″ N, 4° 18′ 31″ E |
| Fendue des Appends no 3       |     |                                      | Roche-la-Molière | 45° 26′ 57″ N, 4° 18′ 30″ E |
| Puits du Barrage no 1         |     |                                      | Roche-la-Molière | 45° 25′ 35″ N, 4° 19′ 13″ E |
| Puits du Barrage no 2         |     |                                      | Roche-la-Molière | 45° 25′ 37″ N, 4° 19′ 12″ E |
| Puits Baude                   |     |                                      | Roche-la-Molière | 45° 25′ 48″ N, 4° 20′ 18″ E |
| Puits Baude                   |     |                                      | Roche-la-Molière | 45° 25′ 36″ N, 4° 20′ 38″ E |
| Fendue de Beaulieu no 1       |     |                                      | Roche-la-Molière | 45° 25′ 15″ N, 4° 18′ 38″ E |
| Fendue de Beaulieu no 2       |     |                                      | Roche-la-Molière | 45° 25′ 14″ N, 4° 18′ 40″ E |
| Puits du Bouchage no 1        |     |                                      | Roche-la-Molière | 45° 25′ 06″ N, 4° 19′ 27″ E |
| Puits du Bouchage no 2        |     |                                      | Roche-la-Molière | 45° 25′ 05″ N, 4° 19′ 24″ E |
| Puits Bouchetière no 1        |     |                                      | Roche-la-Molière | 45° 25′ 57″ N, 4° 19′ 39″ E |
| Puits Bouchetière no 2        |     |                                      | Roche-la-Molière | 45° 25′ 56″ N, 4° 19′ 38″ E |
| Puits Bouchetière no 3        |     |                                      | Roche-la-Molière | 45° 25′ 57″ N, 4° 19′ 34″ E |
| Puits Bouchetière no 4        |     |                                      | Roche-la-Molière | 45° 25′ 57″ N, 4° 19′ 29″ E |
| Puits Bouchetière no 5        |     |                                      | Roche-la-Molière | 45° 25′ 57″ N, 4° 19′ 25″ E |
| Puits Bouleaux no 1           |     |                                      | Roche-la-Molière | 45° 25′ 30″ N, 4° 19′ 10″ E |
| Puits Bouleaux no 2           |     |                                      | Roche-la-Molière | 45° 25′ 30″ N, 4° 19′ 10″ E |
| Puits Carrière                |     |                                      | Roche-la-Molière | 45° 26′ 22″ N, 4° 19′ 05″ E |
| Puits Champonnières no 1      |     |                                      | Roche-la-Molière | 45° 25′ 48″ N, 4° 20′ 52″ E |
| Puits Champonnières no 2      |     |                                      | Roche-la-Molière | Non géolocalisé             |
| Puits Champonnières no 3      |     |                                      | Roche-la-Molière | 45° 25′ 49″ N, 4° 20′ 50″ E |
| Puits Champonnières no 4      |     |                                      | Roche-la-Molière | 45° 25′ 51″ N, 4° 20′ 48″ E |
| Puits Champonnières no 5      |     |                                      | Roche-la-Molière | Non géolocalisé             |
| Puits Champonnières no 6      |     |                                      | Roche-la-Molière | 45° 25′ 54″ N, 4° 20′ 48″ E |
| Puits Champonnières no 7      |     |                                      | Roche-la-Molière | 45° 25′ 55″ N, 4° 20′ 44″ E |
| Puits Chana                   | 254 | Mines de Roche-la-Molière et Firminy | Roche-la-Molière |                             |
| Puits Chanut no 1             |     |                                      | Roche-la-Molière | 45° 26′ 23″ N, 4° 19′ 04″ E |
| Puits Chanut no 2             |     |                                      | Roche-la-Molière | 45° 26′ 23″ N, 4° 19′ 04″ E |
| Puits Chanut no 3             |     |                                      | Roche-la-Molière | 45° 26′ 24″ N, 4° 19′ 03″ E |
| Puits Chanut no 4             |     |                                      | Roche-la-Molière | 45° 26′ 24″ N, 4° 19′ 05″ E |
| Puits Charles                 | 250 | Mines de Roche-la-Molière et Firminy | Roche-la-Molière |                             |
| Puits Château                 |     |                                      | Roche-la-Molière | 45° 26′ 07″ N, 4° 19′ 19″ E |
| Fendue Chiorarie no 1         |     |                                      | Roche-la-Molière | 45° 26′ 11″ N, 4° 20′ 14″ E |
| Fendue Chiorarie no 2         |     |                                      | Roche-la-Molière | 45° 26′ 12″ N, 4° 20′ 14″ E |
| Fendue du Cinquième Plan no 1 |     |                                      | Roche-la-Molière | 45° 25′ 04″ N, 4° 18′ 32″ E |
| Fendue du Cinquième Plan no 2 |     |                                      | Roche-la-Molière | 45° 25′ 05″ N, 4° 18′ 34″ E |
| Fendue du Cinquième Plan no 3 |     |                                      | Roche-la-Molière | 45° 25′ 05″ N, 4° 18′ 34″ E |
| Fendue du Cinquième Plan no 4 |     |                                      | Roche-la-Molière | 45° 25′ 05″ N, 4° 18′ 34″ E |
| Fendue Combes no 1            | 266 | Mines de Roche-la-Molière et Firminy | Roche-la-Molière | 45° 25′ 15″ N, 4° 19′ 00″ E |
| Fendue Combes no 2            |     | Mines de Roche-la-Molière et Firminy | Roche-la-Molière | 45° 25′ 19″ N, 4° 19′ 02″ E |
| Puits Cordiat                 |     |                                      | Roche-la-Molière | 45° 26′ 51″ N, 4° 19′ 34″ E |
| Puits Crêt                    |     |                                      | Roche-la-Molière | 45° 26′ 32″ N, 4° 20′ 02″ E |
| Puits D'Air                   |     |                                      | Roche-la-Molière | 45° 25′ 45″ N, 4° 20′ 53″ E |
| Puits De Grille no 1          |     |                                      | Roche-la-Molière | Non géolocalisé             |
| Puits De Grille no 2          |     |                                      | Roche-la-Molière | 45° 26′ 32″ N, 4° 19′ 06″ E |
| Puits Derhins (ancien puits)  |     |                                      | Roche-la-Molière | 45° 26′ 19″ N, 4° 19′ 26″ E |
| Puits Derhins                 | 268 | Mines de Roche-la-Molière et Firminy | Roche-la-Molière | 45° 26′ 15″ N, 4° 19′ 32″ E |
| Puits Dolomieu                | 267 | Mines de Roche-la-Molière et Firminy | Roche-la-Molière | 45° 26′ 15″ N, 4° 19′ 41″ E |
| Puits Essarterie no 1         | 276 | Mines de Roche-la-Molière et Firminy | Roche-la-Molière | Non géolocalisé             |
| Puits Essarterie no 2         |     | Mines de Roche-la-Molière et Firminy | Roche-la-Molière | 45° 25′ 53″ N, 4° 19′ 58″ E |
| Puits Essarterie no 3         |     | Mines de Roche-la-Molière et Firminy | Roche-la-Molière | 45° 25′ 52″ N, 4° 19′ 58″ E |
| Puits Essarterie (neuf)       |     |                                      | Roche-la-Molière | 45° 25′ 51″ N, 4° 19′ 53″ E |
| Puits Essarterie no 1         |     |                                      | Roche-la-Molière | 45° 25′ 48″ N, 4° 20′ 14″ E |
| Puits Essarterie no 2         |     |                                      | Roche-la-Molière | 45° 25′ 48″ N, 4° 20′ 15″ E |
| Puits Fongevieux              |     |                                      | Roche-la-Molière | 45° 25′ 43″ N, 4° 19′ 37″ E |
| Puits Fongevieux              |     |                                      | Roche-la-Molière | 45° 25′ 53″ N, 4° 19′ 45″ E |
| Puits François                |     |                                      | Roche-la-Molière | 45° 26′ 50″ N, 4° 19′ 36″ E |
| Puits Frecon                  |     |                                      | Roche-la-Molière | 45° 26′ 32″ N, 4° 19′ 05″ E |
| Puits Frecon no 1             |     |                                      | Roche-la-Molière | 45° 26′ 19″ N, 4° 19′ 00″ E |
| Puits Frecon no 2             |     |                                      | Roche-la-Molière | 45° 26′ 20″ N, 4° 19′ 04″ E |
| Puits Frecon no 3             |     |                                      | Roche-la-Molière | 45° 26′ 19″ N, 4° 19′ 05″ E |
| Puits Germaine                |     |                                      | Roche-la-Molière | 45° 26′ 48″ N, 4° 19′ 37″ E |
| Puits Girardière              |     |                                      | Roche-la-Molière | 45° 26′ 14″ N, 4° 20′ 17″ E |
| Puits des Gouttes             |     |                                      | Roche-la-Molière | 45° 26′ 03″ N, 4° 19′ 43″ E |
| Puits des Granges no 1        | 265 | Mines de Roche-la-Molière et Firminy | Roche-la-Molière | 45° 25′ 32″ N, 4° 19′ 14″ E |
| Puits des Granges no 2        |     | Mines de Roche-la-Molière et Firminy | Roche-la-Molière | 45° 25′ 29″ N, 4° 19′ 01″ E |
| Puits des Granges no 3        |     | Mines de Roche-la-Molière et Firminy | Roche-la-Molière | 45° 25′ 29″ N, 4° 19′ 13″ E |
| Puits Grangette               |     |                                      | Roche-la-Molière | 45° 26′ 29″ N, 4° 19′ 57″ E |
| Puits de la Grille no 1       |     |                                      | Roche-la-Molière | 45° 26′ 15″ N, 4° 19′ 09″ E |
| Puits de la Grille no 2       |     |                                      | Roche-la-Molière | 45° 26′ 16″ N, 4° 19′ 06″ E |
| Puits Grüner                  |     |                                      | Roche-la-Molière | 45° 26′ 27″ N, 4° 19′ 58″ E |
| Puits Grüner                  | 253 | Mines de Roche-la-Molière et Firminy | Roche-la-Molière | 45° 26′ 24″ N, 4° 19′ 58″ E |
| Puits Hélène                  |     |                                      | Roche-la-Molière | 45° 26′ 21″ N, 4° 19′ 27″ E |
| Puits Hôpital no 1            |     |                                      | Roche-la-Molière | 45° 26′ 44″ N, 4° 19′ 43″ E |
| Puits Hôpital no 2            |     |                                      | Roche-la-Molière | 45° 26′ 35″ N, 4° 19′ 50″ E |
| Puits Huitième                |     |                                      | Roche-la-Molière | 45° 25′ 59″ N, 4° 20′ 35″ E |
| Puits Isaac                   | 251 | Mines de Roche-la-Molière et Firminy | Roche-la-Molière | 45° 24′ 52″ N, 4° 19′ 42″ E |
| Puits Le Pêchier              |     |                                      | Roche-la-Molière | 45° 25′ 48″ N, 4° 19′ 05″ E |
| Puits Lhospital               |     |                                      | Roche-la-Molière | 45° 26′ 53″ N, 4° 19′ 35″ E |
| Puits Lizeron                 |     |                                      | Roche-la-Molière | 45° 26′ 42″ N, 4° 19′ 12″ E |
| Puits Mandard                 |     |                                      | Roche-la-Molière | 45° 26′ 03″ N, 4° 19′ 49″ E |
| Puits Mandard no 1            |     |                                      | Roche-la-Molière | 45° 26′ 05″ N, 4° 19′ 40″ E |
| Puits Mandard no 2            |     |                                      | Roche-la-Molière | 45° 26′ 04″ N, 4° 19′ 44″ E |
| Puits Mandard no 3            |     |                                      | Roche-la-Molière | 45° 26′ 00″ N, 4° 19′ 45″ E |
| Puits Marais                  |     |                                      | Roche-la-Molière | 45° 26′ 24″ N, 4° 19′ 01″ E |
| Puits Marais no 1             | 252 | Mines de Roche-la-Molière et Firminy | Roche-la-Molière | 45° 26′ 28″ N, 4° 19′ 03″ E |
| Puits Marais no 2             |     | Mines de Roche-la-Molière et Firminy | Roche-la-Molière | 45° 26′ 29″ N, 4° 19′ 03″ E |
| Puits Marais no 3             |     | Mines de Roche-la-Molière et Firminy | Roche-la-Molière | 45° 26′ 29″ N, 4° 19′ 03″ E |
| Puits Marais no 4             |     | Mines de Roche-la-Molière et Firminy | Roche-la-Molière | 45° 26′ 29″ N, 4° 19′ 04″ E |
| Puits du Minerai              |     |                                      | Roche-la-Molière | 45° 25′ 44″ N, 4° 19′ 51″ E |
| Puits du Minerai              |     |                                      | Roche-la-Molière | 45° 25′ 42″ N, 4° 19′ 54″ E |
| Puits Neuf-Villebœuf          |     |                                      | Roche-la-Molière | 45° 25′ 57″ N, 4° 20′ 30″ E |
| Puits Neyron (ancien puits)   |     |                                      | Roche-la-Molière | 45° 26′ 11″ N, 4° 19′ 37″ E |
| Puits Neyron                  | 270 | Mines de Roche-la-Molière et Firminy | Roche-la-Molière | 45° 25′ 57″ N, 4° 19′ 43″ E |
| Puits Pangaud no 1            |     |                                      | Roche-la-Molière | 45° 26′ 05″ N, 4° 20′ 22″ E |
| Puits Pangaud no 2            |     |                                      | Roche-la-Molière | 45° 26′ 06″ N, 4° 20′ 25″ E |
| Puits Pangaud no 3            |     |                                      | Roche-la-Molière | 45° 26′ 04″ N, 4° 20′ 20″ E |
| Puits Pêcher no 1             |     |                                      | Roche-la-Molière | 45° 26′ 40″ N, 4° 19′ 07″ E |
| Puits Pêcher no 2             |     |                                      | Roche-la-Molière | 45° 26′ 40″ N, 4° 19′ 08″ E |
| Puits Pêcher no 3             |     |                                      | Roche-la-Molière | 45° 26′ 40″ N, 4° 19′ 09″ E |
| Puits Pêchier                 |     |                                      | Roche-la-Molière | 45° 26′ 10″ N, 4° 19′ 08″ E |
| Puits Pêchier no 1            |     |                                      | Roche-la-Molière | 45° 26′ 08″ N, 4° 19′ 06″ E |
| Puits Pêchier no 2            |     |                                      | Roche-la-Molière | 45° 26′ 05″ N, 4° 19′ 08″ E |
| Puits Pêchier no 3            |     |                                      | Roche-la-Molière | 45° 26′ 13″ N, 4° 19′ 06″ E |
| Puits Pêchier no 4            |     |                                      | Roche-la-Molière | 45° 26′ 14″ N, 4° 19′ 06″ E |
| Puits du Petit Moulin         |     |                                      | Roche-la-Molière | 45° 26′ 16″ N, 4° 19′ 35″ E |
| Puits du Petit Moulin         |     |                                      | Roche-la-Molière | 45° 25′ 53″ N, 4° 19′ 49″ E |
| Puits Peyron no 1             |     |                                      | Roche-la-Molière | 45° 26′ 34″ N, 4° 19′ 04″ E |
| Puits Peyron no 2             |     |                                      | Roche-la-Molière | 45° 26′ 35″ N, 4° 19′ 04″ E |
| Puits Peyron no 3             |     |                                      | Roche-la-Molière | 45° 26′ 35″ N, 4° 19′ 08″ E |
| Puits Philibert               |     |                                      | Roche-la-Molière | 45° 26′ 06″ N, 4° 19′ 47″ E |
| Puits Pinton no 1             |     |                                      | Roche-la-Molière | 45° 26′ 37″ N, 4° 19′ 14″ E |
| Puits Pinton no 2             |     |                                      | Roche-la-Molière | 45° 26′ 38″ N, 4° 19′ 12″ E |
| Puits Piotière                |     |                                      | Roche-la-Molière | 45° 25′ 28″ N, 4° 19′ 19″ E |
| Puits Pirafoy                 |     |                                      | Roche-la-Molière | 45° 26′ 52″ N, 4° 19′ 31″ E |
| Puits du Platon no 1          |     |                                      | Roche-la-Molière | 45° 25′ 02″ N, 4° 19′ 12″ E |
| Puits du Platon no 2          |     |                                      | Roche-la-Molière | 45° 25′ 04″ N, 4° 19′ 24″ E |
| Puits Pommaraise no 1         |     |                                      | Roche-la-Molière | 45° 26′ 01″ N, 4° 20′ 29″ E |
| Puits Pommaraise no 2         |     |                                      | Roche-la-Molière | 45° 25′ 59″ N, 4° 20′ 28″ E |
| Puits Pommaraise no 3         |     |                                      | Roche-la-Molière | 45° 25′ 59″ N, 4° 20′ 28″ E |
| Puits Pommaraise no 4         |     |                                      | Roche-la-Molière | 45° 25′ 59″ N, 4° 20′ 28″ E |
| Puits Poule Noire             | 278 | Mines de Roche-la-Molière et Firminy | Roche-la-Molière |                             |
| Puits à Remblais              |     |                                      | Roche-la-Molière | 45° 25′ 27″ N, 4° 19′ 19″ E |
| Puits Robert no 1             |     |                                      | Roche-la-Molière | 45° 25′ 58″ N, 4° 20′ 25″ E |
| Puits Robert no 2             |     |                                      | Roche-la-Molière | 45° 25′ 58″ N, 4° 20′ 24″ E |
| Puits Robert no 3             |     |                                      | Roche-la-Molière | 45° 25′ 57″ N, 4° 20′ 22″ E |
| Puits Roche                   |     |                                      | Roche-la-Molière | 45° 26′ 55″ N, 4° 19′ 32″ E |
| Puits Roche                   |     |                                      | Roche-la-Molière | 45° 25′ 57″ N, 4° 19′ 16″ E |
| Puits Roche no 1              |     |                                      | Roche-la-Molière | 45° 25′ 57″ N, 4° 19′ 16″ E |
| Puits Roche no 2              |     |                                      | Roche-la-Molière | 45° 25′ 57″ N, 4° 19′ 16″ E |
| Puits Rocher                  |     |                                      | Roche-la-Molière | 45° 25′ 50″ N, 4° 19′ 42″ E |
| Puits Rochers                 |     |                                      | Roche-la-Molière | 45° 26′ 26″ N, 4° 19′ 26″ E |
| Puits Rullière                |     |                                      | Roche-la-Molière | 45° 26′ 14″ N, 4° 19′ 29″ E |
| Puits Sagnat                  | 264 | Mines de Roche-la-Molière et Firminy | Roche-la-Molière | 45° 26′ 01″ N, 4° 20′ 14″ E |
| Puits Sagnat                  |     |                                      | Roche-la-Molière | 45° 25′ 55″ N, 4° 19′ 46″ E |
| Puits Saint Hippolyte         |     |                                      | Roche-la-Molière | 45° 26′ 45″ N, 4° 19′ 44″ E |
| Puits Sainte Barbe            |     |                                      | Roche-la-Molière | 45° 25′ 50″ N, 4° 21′ 06″ E |
| Puits Simon                   |     |                                      | Roche-la-Molière | 45° 25′ 57″ N, 4° 20′ 32″ E |
| Puits du Stade                |     |                                      | Roche-la-Molière | 45° 25′ 33″ N, 4° 19′ 05″ E |
| Puits Taillis                 |     |                                      | Roche-la-Molière | 45° 25′ 06″ N, 4° 19′ 11″ E |
| Puits Tilleuls                |     |                                      | Roche-la-Molière | 45° 26′ 01″ N, 4° 19′ 12″ E |
| Puits Tunnel                  |     |                                      | Roche-la-Molière | 45° 25′ 57″ N, 4° 20′ 22″ E |
| Puits Usine                   |     |                                      | Roche-la-Molière | 45° 26′ 30″ N, 4° 19′ 18″ E |
| Puits Varenne                 |     |                                      | Roche-la-Molière | 45° 25′ 17″ N, 4° 19′ 02″ E |
| Puits Varenne no 1            |     |                                      | Roche-la-Molière | 45° 25′ 29″ N, 4° 19′ 07″ E |
| Puits Varenne no 2            |     |                                      | Roche-la-Molière | 45° 25′ 26″ N, 4° 19′ 06″ E |
| Puits Varenne no 3            |     |                                      | Roche-la-Molière | 45° 25′ 27″ N, 4° 19′ 07″ E |
| Puits Varenne no 4            |     |                                      | Roche-la-Molière | 45° 25′ 26″ N, 4° 19′ 08″ E |
| Puits Varenne no 5            |     |                                      | Roche-la-Molière | 45° 25′ 27″ N, 4° 19′ 10″ E |
| Puits Varenne no 6            |     |                                      | Roche-la-Molière | 45° 25′ 27″ N, 4° 19′ 10″ E |
| Puits Varenne no 7            |     |                                      | Roche-la-Molière | 45° 25′ 21″ N, 4° 19′ 06″ E |
| Puits Varenne no 8            |     |                                      | Roche-la-Molière | 45° 25′ 20″ N, 4° 19′ 05″ E |
| Puits Varenne no 9            |     |                                      | Roche-la-Molière | 45° 25′ 21″ N, 4° 19′ 08″ E |
| Puits Vialles no 1            |     |                                      | Roche-la-Molière | 45° 26′ 17″ N, 4° 19′ 18″ E |
| Puits Vialles no 2            |     |                                      | Roche-la-Molière | 45° 26′ 16″ N, 4° 19′ 16″ E |
| Puits Vialles no 3            |     |                                      | Roche-la-Molière | 45° 26′ 13″ N, 4° 19′ 17″ E |
| Puits Vialles no 4            |     |                                      | Roche-la-Molière | 45° 26′ 12″ N, 4° 19′ 22″ E |
| Puits Villebœuf no 1          |     |                                      | Roche-la-Molière | 45° 25′ 48″ N, 4° 20′ 42″ E |
| Puits Villebœuf no 2          |     |                                      | Roche-la-Molière | 45° 25′ 47″ N, 4° 20′ 41″ E |
| Puits Villebœuf no 3          |     |                                      | Roche-la-Molière | 45° 25′ 46″ N, 4° 20′ 39″ E |
| Puits Villebœuf no 4          |     |                                      | Roche-la-Molière | 45° 25′ 46″ N, 4° 20′ 39″ E |